# Cantone di Chelles
Il Cantone di Chelles è una divisione amministrativa dell'Arrondissement di Torcy.

## Composizione
Prima della riforma del 2014 comprendeva solo parte del comune di Chelles; dal 2015 comprende l'intero comune.